# Classics IV
Classics IV, amerikansk popgrupp aktiv under slutet av 1960-talet. Gruppen bestod av sångaren Dennis Yost, gitarristerna James Cobb och Wally Eaton, basisten Joe Wilson, och trummisen Kim Venable. Gruppen hade tidigare kompat artister som Tommy Roe, men påbörjade en egen karriär 1967. Under åren 1968-1969 hade de sedan tre stora hits, "Spooky", "Traces" och "Stormy". Alla tre var lätta pop-hits. År 1970 lämnade Cobb gruppen för att bilda en annan musikgrupp. Cobb var den som tillsammans med gruppens producent skrivit gruppens tre stora låtar, och gruppen kom att försvinna en bit in på 1970-talet.

## Diskografi
- Spooky (1968)
- Traces (1969)
- Mamas & Papas/Soul Train (1969)
- Song (1970)